# 아델 타랍
아델 타랍(아랍어: عادل تاعرابت, Adel Taarabt, 1989년 5월 24일 ~ )은 모로코의 축구 선수이다. 현재 샤르자에서 미드필더로 뛰고 있다. 2010-2011 잉글랜드 챔피언십리그에서 19골 23도움을 올리는 최고의 활약으로 퀸즈 파크 레인저스(이하 QPR)의 리그 우승을 이끌었으며 그의 활약을 인정받아 챔피언십리그 2010-2011 '올해의 선수상' The Year 'MVP'를 수상했다. 공격형 미드필더뿐만 아니라 윙어까지 포지션을 소화할 수 있다.

## 클럽 경력

### 초기 경력
아딜 타랍은 모로코 페스 지역에서 태어났으며, 그가 어렸을 때 그의 가족들과 프랑스 부슈뒤론주 베르 르땅이라는 이름의 작은 마을로 이민을 갔다. 2004년 RC 랑스에서 그의 축구 인생을 시작하였으며 RC 랑스 B팀 소속으로 샹피오나 드 프랑스 아마퇴르에서 14경기를 소화했다. 2006-07 시즌에 랑스 소속으로 1군 무대에 대뷔를 했다.

### 토트넘
토트넘은 2007년 1월 2일에 타랍과 장기임대 계약을 맺었고 그를 1군에 빨리 포함시키기 위해 최대한의 경기시간을 주기로 제안했었다. 2달안에 타랍은 웨스트햄과 더비 경기에서 4:3으로 이기고 있던 후반 87분에 교체 투입되며 토트넘 1군 무대 대뷔를 하였다. 첼시와의 경기에서 1:0으로 뒤지고 있던 시점에 후반에 교체되어 공격수로 활약하며 두 번째 1군 무대 경기를 소화했다. 토트넘은 6월 8일에 아딜 타랍과 정식 계약을 맺었다. 토트넘과 계약한 아딜 타랍은 차세대 지네딘 지단으로 기대 받았다. 타랍은 프리시즌 스테버니지 FC와의 친선경기에서 이적 후 첫 골을 기록했다. 2007-2008 시즌 그는 정식 이적후 첫 데뷔 경기를 더비 카운티에게 4:0으로 이기고 있던 70분에 교체 출전하며 치렀다.
2007-08 시즌 시작했지만 당시 토트넘의 감독이던 후안데 라모스는 타랍에게 1군 선수 스쿼드 번호를 내주지 않았다. 그에 반해 다음 감독인 해리 레드냅은 그에게 그가 달고 다니던 오랜 번호를 내주었다.

### 퀸즈 파크 레인저스
2009년 4월 13일 아딜 타랍은 당시 풋볼 리그 챔피언십에 있던 퀸즈 파크 레인저스로 해당 시즌이 종료하는 시점까지 임대를 갔다. QPR에서 첫 골을 브리스톨 시티에 2:1로 승리한 경기에서 넣었다.. 하지만 그의 첫 임대는 그가 무릎 부상으로 수술을 받아 끝났다.
다음 시즌에 타랍은 QPR로 다시 임대를 갔다. 임대를 간 해 10월에 프레스턴 노스 엔드를 상대로 놀라운 슈팅("Wonder Strike")으로 득점을 해내기도 했다. 가슴으로 공을 받아 QPR 하프라인에서 20 야드를 드리블을 하여 상대 선수 3명을 제끼고 25 야드 거리에서 감아차 득점을 했다. 당시에 QPR의 감독인 짐 메질턴은 타랍을 천재적("Genious")라고 코멘트를 했고 그 골은 챔피언십에서 본 멋진 장면 중 하나였다.
토트넘은 2009년 10월에 타랍에게 겨울 시장에 프리미어 리그팀이 그에게 제시하는 팀이 없을 경우 QPR에 머물게 할 것임을 승인하였다. QPR은 타랍에게 영구 계약을 제시를 할 수가 없었다. 왜냐하면 토트넘이 타랍의 몸값으로 450만 파운드를 책정하여 QPR에는 이를 수용할 여유가 없었다.
2010년 3월에 타랍은 한 인터뷰를 통하여 토트넘과 계약한 것이 후회스럽다고 밝혔다. 그가 말하길 "큰 실수는 내가 생각한 클럽에 가지 않고 토트넘과 계약한 것이었다.라고 하였다. 그는 토트넘 대신에 아스날 FC와 계약하길 바랐다고 하였다 그러나 토트넘에 있던 단장인 데미안 코몰리가 아스날의 스카우트로 옮겨간 뒤에 토트넘을 택했다는 것이다. 그는 아스날에서 더 많은 기회가 주어졌을 거라고 느꼈고 아스날에서 뛰는 그의 친구들인 아부 디아비와 아르망 트라오레에게 토트넘과 계약하지말라는 충고를 들었다고 한다.

### 풀럼
타랍은 챔피언십으로 강등당한 퀸스파크레인저스에서 프리미어리그의 풀럼으로 임대를 갔다. 선발과 교체출전 모두 합하여 12경기에 출전하였지만 별다른 활약을 하지 못하고 소속팀으로 돌아와 이탈리아 세리에 A의 임대를 준비하였다.

### AC 밀란
아딜 타랍은 밀란의 새 감독으로 부임한 클라렌서 세이도르프의 요청으로 AC 밀란에 임대를 가게 됐다. 그는 2014년 2월 9일 나폴리 원정경기 데뷔전을 치러서, 데뷔경기에서 데뷔골을 넣었지만 소속팀은 3-1로 패했다.
예상과 달리 타랍은 밀란에서 아주 좋은 모습을 보여주었다.
타랍은 밀란에서 14경기에 출전해 4골을 넣어 세도르프의 큰 신임을 얻었다.

## 플레이 스타일
드리블 돌파에 있어서 뛰어난 재능을 갖고 있고, 정확한 킬 패스를 배급할 수 있는 패싱 능력도 갖추었다. 팀 동료를 살리면서 빈 공간을 찾아 들어간 후 패스를 받는 연계 플레이보다는, 공을 정지시킨 상태에서 직접 돌파를 시도하여 슈팅으로 연결하는 플레이를 선호한다.
그러나 득점에 대한 집착이 강하여, 지나치게 개인 플레이를 남발하다 그에 따른 실수로 경기의 흐름을 끊는 경우가 많다. 심지어는 프리킥이나 페널티킥 기회가 있을 때도 자신이 직접 차겠다고 팀 동료들과 언쟁을 벌이는 등 이기적인 모습도 자주 보인다. 이러한 성향 때문에 많은 비난을 받았는데, 프리미어리그 통산 최다 득점 기록을 보유한 전 잉글랜드 국가대표 공격수 앨런 시어러는 TV 방송을 통해 공개적으로 타랍의 플레이에 대해 비판하기도 했다.

## 개인사
아딜 타랍은 2010년 6월 언론과의 인터뷰에서 자신이 이슬람교도임을 밝혔으며 이슬람교가 축구선수로서 인생에 중요한 영향을 끼쳤다고 밝혔다.
"이슬람교도가 되는 것은 나의 프로 생활에 큰 영향을 끼쳤다. 이슬람교도들로서 우리들은 술을 마시지 않고 담배도 피지 않는다. 그래서 그런지 특별히 우리는 더 건강하다. 이러한 우리들의 생활 습관이 축구 선수로서 더욱 프로다움을 만든다. 매 경기 전에, 나는 항상 살라트를 한다. 살라트를 하지 않으면 나는 자신감이 없어진다. 그리고 또한 나는 경기 후에도 기도를 한다 – 알라가 저와 함께 하셔 훌륭한 체력과 힘을 준 것에 대한 감사 기도를 드린다."
타랍은 그의 가족들과 그의 종교를 모두 지키기 위한 방법으로 축구를 하는 방법을 택했다고 한다.
2011년에 그는 결혼했다.

## 경력

### 클럽
퀸즈 파크 레인저스
- 풋볼 리그 챔피언십: 1 (2011-2012)

### 개인
- 2010-2011 시즌 챔피언십리그 '올해의 선수상' The Year 'MVP' 수상자

## 선수 경력 통계

### 클럽
2013년 4월 1일 기준
| 클럽               | 시즌        | 리그 | 리그 | 컵   | 컵 | 유럽클럽대항전 | 유럽클럽대항전 | Total | Total | Total |
| 클럽               | 시즌        | 출전 | 골   | 출전 | 골 | 출전           | 골             | 출전  | 골    | 도움  |
| ------------------ | ----------- | ---- | ---- | ---- | -- | -------------- | -------------- | ----- | ----- | ----- |
| 랑스               | 2006–07     | 1    | 0    | 0    | 0  | 0              | 0              | 1     | 0     | 0     |
| 랑스               | 총합        | 1    | 0    | 0    | 0  | 0              | 0              | 1     | 0     | 0     |
| 토트넘 핫스퍼      | 2006–07     | 2    | 0    | 0    | 0  | 0              | 0              | 2     | 0     | 0     |
| 토트넘 핫스퍼      | 2007–08     | 6    | 0    | 1    | 0  | 3              | 0              | 10    | 0     | 0     |
| 토트넘 핫스퍼      | 2008–09     |      |      |      |    |                |                |       |       |       |
| 토트넘 핫스퍼      | 총합        | 9    | 0    | 3    | 0  | 4              | 0              | 16    | 0     | 0     |
| 퀸즈 파크 레인저스 | 2008–09     | 7    | 1    | 0    | 0  | –              | –              | 7     | 1     | 0     |
| 퀸즈 파크 레인저스 | 2009–10     | 41   | 7    | 3    | 0  | –              | –              | 44    | 7     | 11    |
| 퀸즈 파크 레인저스 | 2010–11     | 44   | 19   | 0    | 0  | –              | –              | 44    | 19    | 23    |
| 퀸즈 파크 레인저스 | 2011–12     | 27   | 2    | 1    | 0  | –              | –              | 28    | 2     | 5     |
| 퀸즈 파크 레인저스 | 2012–13     | 31   | 5    | 2    | 0  | –              | –              | 33    | 5     | 5     |
| 퀸즈 파크 레인저스 | 총합        | 144  | 34   | 6    | 0  | 0              | 0              | 150   | 34    | 44    |
| 커리어 통산        | 커리어 통산 | 154  | 34   | 9    | 0  | 4              | 0              | 167   | 34    | 44    |

### 국가대표팀
아딜 타랍: 국가대표 골 기록
| #  | 일정            | 장소     | 상대     | 득점 | 결과 | 대회                                  |
| -- | --------------- | -------- | -------- | ---- | ---- | ------------------------------------- |
| 1. | 2009년 3월 31일 | 포르투갈 | 앙골라   | 1-0  | 1–0  | 친선전                                |
| 2. | 2004년 6월 30일 | 토고     | 토고     | 1–1  | 1–1  | 2010년 FIFA 월드컵 아프리카 지역 예선 |
| 3. | 2004년 9월 4일  | 가봉     | 가봉     | 1–3  | 1–3  | 2010년 FIFA 월드컵 아프리카 지역 예선 |
| 4. | 2004년 9월 8일  | 모로코   | 탄자니아 | 2–1  | 3–1  | 2012년 아프리카 네이션스컵 예선       |